# Вулиця Костянтина Герасименка
Ву́лиця Костянти́на Герасиме́нка — вулиця у Святошинському районі Києва, селище Катеринівка. Пролягає від Берестейського шосе до кінця забудови.
Прилучаються вулиці Сулимівська та Михайла Чалого.

## Історія
Вулиця виникла в першій третині XX століття, мала назву Катеринівська (1-ша Поперечна). Сучасна назва на честь українського поета та драматурга Костя Герасименка — з 1961 року.